# Liste der Kulturdenkmäler in Großsteinhausen
In der Liste der Kulturdenkmäler in Großsteinhausen sind alle Kulturdenkmäler der rheinland-pfälzischen Ortsgemeinde Großsteinhausen aufgeführt. Grundlage ist die Denkmalliste des Landes Rheinland-Pfalz (Stand: 31. August 2023).

## Einzeldenkmäler
| Bezeichnung                          | Lage                | Baujahr                            | Beschreibung                                                                                       | Bild                           |
| ------------------------------------ | ------------------- | ---------------------------------- | -------------------------------------------------------------------------------------------------- | ------------------------------ |
| Katholische Pfarrkirche St. Cyriakus | Hauptstraße 6 Lage  | 1846                               | kleiner Sandsteinsaal, Rundbogenstil, 1846                                                         | weitere Bilder Fotos hochladen |
| Kindergarten                         | Hauptstraße 25 Lage | zweite Hälfte des 19. Jahrhunderts | ehemalige Schule; Quadermauerwerk, zweite Hälfte des 19. Jahrhunderts                              | BW                             |
| Evangelische Christus-Kirche         | Hauptstraße 27 Lage | 1851–53                            | Saalbau, Rundbogenstil, 1851–53                                                                    | weitere Bilder Fotos hochladen |
| Hofanlage                            | Hauptstraße 35 Lage | um 1900                            | Hakenhof; fünfachsiges Wohnhaus, hausteingegliederter Putzbau, nach 1900, Ökonomie bezeichnet 1900 | BW                             |